# Nioboaeschynite-(Ce)
La nioboaeschynite-(Ce) è un minerale appartenente al gruppo dell'aeschynite.